# Lordopini
Tribu
Les Lordopini sont une tribu de coléoptères de la famille des Curculionidae et de la sous-famille des Entiminae. 

## Liste de genres
Acanthobrachis - 
Aeuryomus - 
Alocorhinus - 
Anidopsis - 
Atomorhinus - 
Aulametopus - 
Conidus - 
Conothorax - 
Deroconus - 
Diaprosomus - 
Dioryrhinus - 
Elytroxys - 
Eudmetus - 
Eurylobus - 
Euryomus - 
Euscapus - 
Euthyreus - 
Eutypus - 
Granadia - 
Hemieuryomus - 
Hypoptophila - 
Hypoptus - 
Hypsonotolobus - 
Hypsonotus - 
Lasiocnemoides - 
Lasiopus - 
Leptodomus - 
Lordopella - 
Lordops - 
Merodontus - 
Microstictius - 
Nesolordops - 
Omoionotus - 
Orthocnemus - 
Pachyconus - 
Prasocella - 
Pseudhypoptus - 
Rescapus - 
Stenorhinus - 
Sulla - 
Tomometopus - 
Tomorhinus - 
Trichocnemus - 
Tropidorrhinus